# Send Me an Angel
Send Me an Angel är det italienska progressiva power metal-bandet Vision Divines andra studioalbum, utgivet i januari 2002 på Atrheia Records och i Japan på Victor.
Skivan var den sista med trummisen Mattia Stancioiu, keyboardisten Andrea De Paoli samt sångaren Fabio Lione (som dock återvände till bandet 2008).

## Låtlista
1. "Incipit" (instrumental) – 1:25
2. "Send Me an Angel" – 4:10
3. "Pain" – 4:39
4. "Away from You" – 4:21
5. "Black & White" – 4:21
6. "The Call" – 4:08
7. "Taste of a Goodbye" – 3:37
8. "Apocalypse Coming" – 4:14
9. "Nemesis" (instrumental) – 3:14
10. "Flame of Hate" – 4:42
11. "Take on Me" (A-ha-cover) – 3:45

## Medverkande
Musiker
- Fabio Lione – sång
- Olaf Thörsen – gitarr, keyboard
- Andrea "Tower" Torricini – basgitarr
- Andrea De Paoli – keyboard
- Mattia Stancioiu – trummor

Bidragande musiker
- Alessandra Gatti – sång
- Stefano Brandoni – gitarr
- Stephanie Jackson – sång
- Steve Scott – sång

Produktion
- Olaf Thörsen – producent
- Fabio Lione – producent
- Fabrizio Giruzzi – exekutiv producent, omslagskoncept
- Ignazio Morviducci – inspelningstekniker, mixning
- Filippo Schiavini – inspelningstekniker
- Gabriele Guidi – inspelningstekniker
- Antonio Baglio – mastering
- Simone Bianchi – albumkonst
- Dimitri Gobbi – grafisk design
- Emmanuel Mathez – foto